# Överdrag (textil)
Överdrag i textila sammanhang är det slags tyger som används för att temporärt eller av mer permanent karaktär skydda något. Till exempel kan fåtöljkarmen behöva ett permanent överdrag om dess ursprungliga möbeltyg blivit slitet, men att möbeln i övrigt är fullt användbar.
Tidigare var det vanligt att möbler och bohag som stod för en längre tid utan att användas försågs med ett överdrag för att skyddas mot damm och ljus.
I bilar är det inte ovanligt att överdragsklädsel används på sätena.